# M1ヘルメット

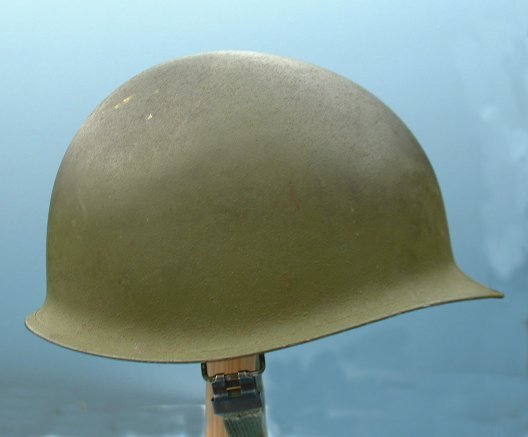
ベトナム戦争期に製造されたM1ヘルメット

M1ヘルメット(M1 helmet)は、アメリカ合衆国で開発された戦闘用ヘルメットである。第二次世界大戦期からPASGTヘルメットに更新される1985年頃までの40年以上もの期間、アメリカ軍における標準的なヘルメットとして使用された。各国のヘルメットの設計に大きく影響を与えたほか、現在でもアメリカ兵を象徴するものの1つとして扱われている。

## 歴史
1941年、M1ヘルメットはM1917ヘルメットの後継装備として採用された。以後はアメリカ全軍の標準ヘルメットとしての配備が進められ、1945年9月の終戦までに、およそ22,000,000個以上のM1ヘルメットが米国内で製造された。以後しばらく新規調達は行われなかったが、スチールシェルは、1958年6月に400,000個が発注されている。また、ライナーに関しては1951年から断続的に発注が繰り返されている。ベトナム戦争期にも生産は継続され、1962
年から1963年ころには、新型のナイロン樹脂製ライナーが採用された。これらはいくつかの改良点のほか、やや明るいオリーブグリーン色で標準的に塗装されているなど、大戦型のM1ヘルメットと区別される。また特に注意したいのは、ライナーとスチールシェルの仕様変更、あるいは調達発注はそれぞれ全く独立して実施されているため、ライナーとシェルを一体としての生産時期による型の分類は困難と思われる。1980年代後半に、PASGTヘルメットに更新される。
アメリカ軍での退役後もM1ヘルメットとその派生形は各国の軍用ヘルメットとして使用された。

## 設計

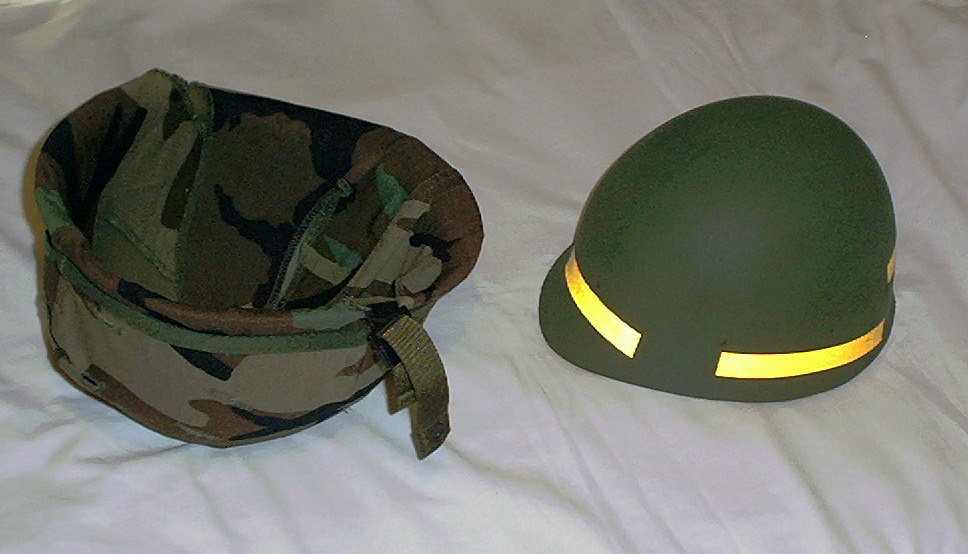
ウッドランド迷彩の覆いを取り付けたM1ヘルメットの外帽（左）と、反射テープが貼られた中帽（右）

M1ヘルメットは2つのフリーサイズのヘルメット、すなわち外帽(Shell, steel pot)と中帽(liner)から構成される。中帽はファイバー製あるいは樹脂製であり、クッションやサイズ調整の役割を兼ねている。迷彩覆いや偽装網などの端は外帽と中帽の間に押し込んで固定する。外帽のみを着用することはできないが、中帽は単体でもしばしば軽便な保護帽として使用される。ヘルメットの深さは7インチ、左右幅は9.5インチ、前後幅は11インチである。第二次世界大戦型のM1ヘルメットは、中帽や顎紐などを含めて2.85ポンド程度の重量があった。

### 外帽
外帽の大部分は単一素材の非磁性ハドフィールドマンガン鋼板をプレスする事で成形され、縁の切り口部分は帯状の鋼板を圧着することで処理されている。左右の両端には顎紐用のステンレス製ループが取り付けられている。この顎紐用のループの形状は外帽の生産時期を推定する際の重要な要素の1つとされる。
第二次世界大戦初期生産型のループは長方形で固定されており、戦争後期および1960年代生産型に取り付けられているループは外側および内側に可動した。これは初期生産型のループがヘルメットの落下時に破損しやすかったことから、1943年に考案されたものである。また落下傘部隊向け外帽のループはD字型であった。
多くの兵士はM1ヘルメットをかぶる際、しばしば顎紐をゆるめたり、後ろ側の縁に引っ掛けるなどした。これは2つの理由、すなわち背後からヘルメットを引っ張られた場合に首が締められたりバランスを崩すなど白兵戦時の弱点になりうると予想された事、そして至近距離で爆発が起こりヘルメットが爆風を受けて飛ばされた場合に顎紐が首にかかっていると引っ張られて首の骨が折れると信じられていた事による。爆風の問題の解決策としては、過剰な力が掛かった際に外れるようになった新型の顎紐用バックルが開発されているが、それでも顎紐を掛けない兵士は後を絶たなかった。なお、顎紐を掛けない場合でも、中帽内側の後頭部を支えるストラップ（nape strap）だけで十分にヘルメットを頭上に保持する事が可能であった。

#### 外帽の「活用」について
アメリカ軍人たちは前線において、M1ヘルメットの外帽のみを取り外し様々な道具の代用品として活用した。例えば塹壕掘り用シャベル、洗面器、バケツ、椅子などとしての使用例が知られる。またしばしば調理鍋としても使用されたが、合金素材が激しく劣化する為に推奨はされていなかった。

### 中帽

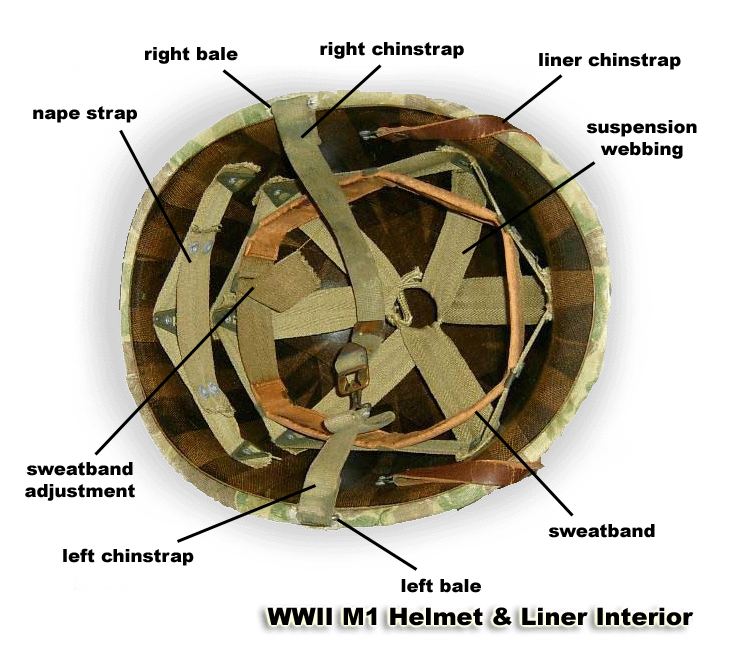
外帽と中帽を重ねて、内側を撮影した写真。向かって右が前方である。内帽の顎紐（liner chinstrap）が外帽の庇に掛けられている。

中帽は外帽と異なり、複数の部品により構成される。外側部分は外帽にしっかり収まるように成形されている。緩衝の為に設けられたサスペンション部は内側にリベットで固定されており、後には差込式に改められた。サスペンション部自体は複数本の伸縮性のある布製ストラップと汗止めバンドから成る。第二次世界大戦および朝鮮戦争頃に使用された中帽には、茶色革で作られた顎紐がリベット固定ないし差込式で取り付けられていた。通常、この中帽の顎紐は外帽との間に回してから着用する為、外には露出しない。ただし、多くのアメリカ軍人は外帽の庇部分に中帽の顎紐を引っ掛け、外帽の固定に役立てた。
初期の中帽はフェノール樹脂を染み込ませた圧縮紙繊維で作られていたが、高湿度環境での劣化が目立った為、早々に製造が中止され樹脂製に改められている。同じ時期、サスペンション部の素材も銀色レーヨンからカーキ色の綿に改められている。ウェスティングハウス・エレクトリックが大半を製造したが、その他にもファイアストン、CAPAC、ゼネラルモーターズ国内部、マイン・セーフティ・アプライアンス、シーマン製紙(Seaman Paper Company)、インターナショナルモールドプラスチック(International Molded Plastics)などの企業が製造を行った。
第二次世界大戦期にはシェード3のOD色やカーキ色で塗装されていたが、1951年から1953年の朝鮮戦争期に製造された中帽はシェード7として知られるより濃いOD色で塗装されていた。さらに後になってからサスペンション部が改良され、安定性が改善された。1960年代の再生産時には大幅な改良が加えられた。革の顎紐は廃止され、サスペンション部の材質が綿素材となり、中帽内側での張り方も変更された。1970年代に入るとより柔軟なナイロンに素材が改められて厚みが増し、縁の角度はより水平に近くなった。

## 付属品

### 覆い

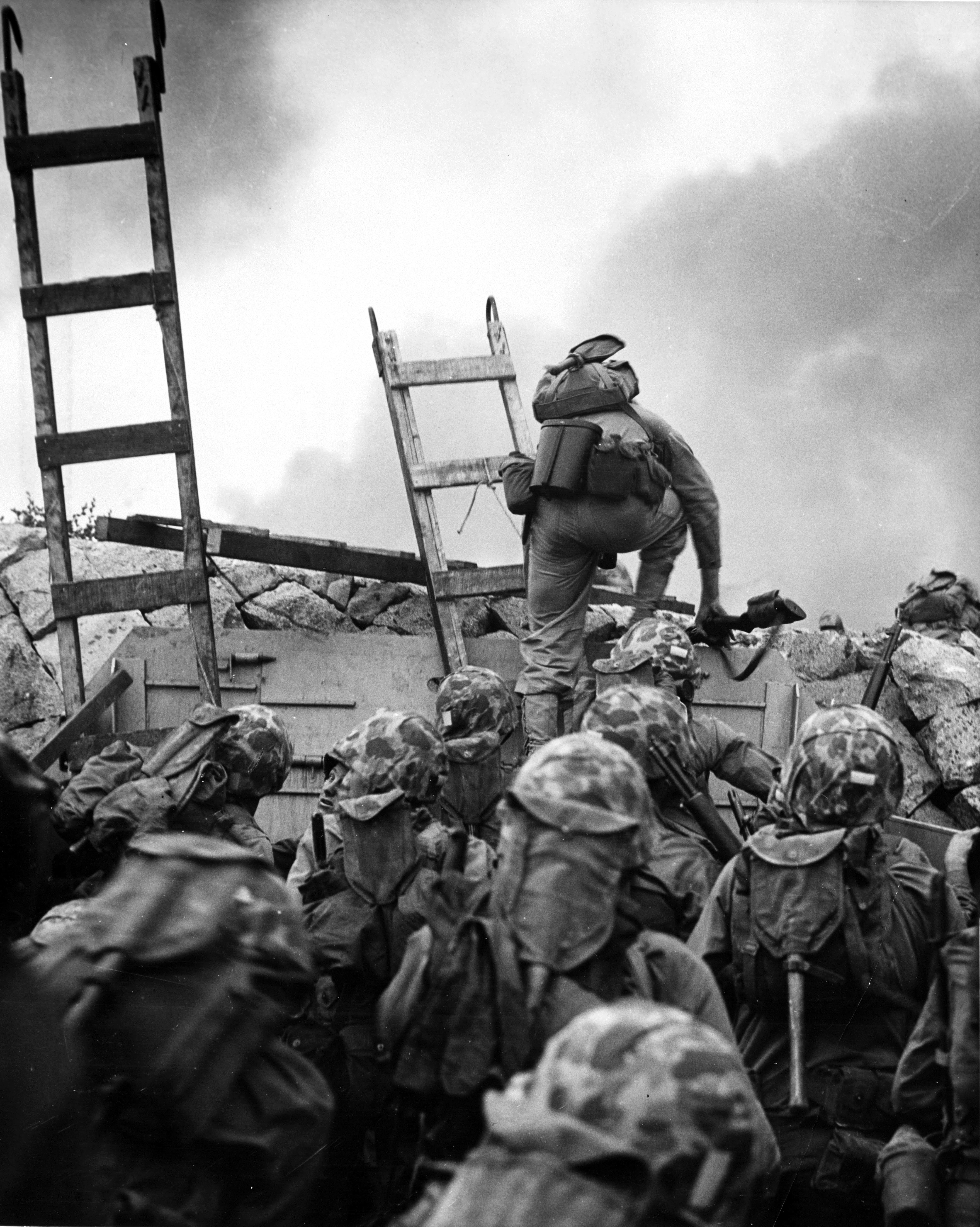
仁川上陸作戦時の米海兵隊員ら。M1ヘルメットに迷彩覆いを取り付けている。（1950年）

1942年末から1943年初頭までの間に、海兵隊ではM1ヘルメット用の迷彩覆いを採用している。これは杉綾織りの生地から作られていた。太平洋の戦場など熱帯では、ヘルメット覆いの後部を折り込まずに垂らしたままとして、首筋を保護する日除けとしても利用する事例も見られた。陸軍では濡れた時の光の反射を抑えるべく偽装網が広く使用された。大抵の場合、偽装網はイギリス軍やカナダ軍から譲られた余剰品を加工して使用した。
第二次世界大戦後、様々な種類の迷彩覆いが使用された。1960年代から1970年代にかけて、陸軍および海兵隊で広く使用されたのはミッチェル・パターンと呼ばれるリバーシブル生地の覆いであった。陸軍では第二次世界大戦から朝鮮戦争にかけて、何も付けないか偽装網のみを使用することが多く、覆いが標準的に配備されるのはベトナム戦争が始まってからであった。一方、海兵隊では第二次世界大戦から一貫してM1ヘルメット用迷彩覆いを標準的に配備している。朝鮮戦争時の覆いは第二次世界大戦時のものとほぼ同一であった。ベトナムではリバーシブル生地の緑色の面を外側にする事が多かった。ウッドランド迷彩が採用されると、片面のみにウッドランド迷彩が印刷された覆いが標準的になる。これらの覆いは、いずれもヘルメットの形状に合わせる為に2枚の半円形の布を縫い合わせて作られていた。覆いは外帽の上から被せ、端を外帽と中帽の間に折り込む事で固定する。また追加擬装用の枝などを取り付ける為に濃緑色のゴムバンドが配布されていたが、追加偽装を取り付けない場合でも覆いを固定する為にこれが巻かれる事も多かった。
アメリカ以外の軍では異なった形式の覆いが採用されている事も多い。例えばオランダ陸軍の覆いは正方形の布で、固定はゴムバンドおよび偽装網をかぶせる事で行う。

## 諸外国での運用・発展
第二次世界大戦中から戦後にかけて、M1ヘルメットは代表的な軍用ヘルメットの1つとみなされるようになる。アメリカやアメリカの友好国だけではなく、その他にも様々な国がM1ヘルメットおよびコピー製品、あるいは独自の改良を加えたものを採用した。
第一次インドシナ戦争中、アメリカはフランスおよびベトナム国に対する援助の一環としてM1ヘルメットの供給を行い、結果としてフランス製M1951ヘルメットよりも普及する事になる。カナダ軍では1960年から1997年まで標準ヘルメットとして採用していた。イスラエルでもアメリカから給与されたものが広く使用された。日本では自衛隊で貸与され、1966年には独自に改良を加えた66式鉄帽が採用されている。1988年以降は新型の88式鉄帽が配備され、現在は88式鉄帽2型への更新が進む。教育隊などの部隊では、依然として66式鉄帽の使用も続いている。
第二次世界大戦後の連合国軍占領下の日本においては、様々な物資が不足する中で、進駐軍から払い下げられたM1ヘルメットの中帽を仕立て直した安全帽が普及した。これらの安全帽はアメリカの憲兵隊（Military Police, MP）に因んでMP型と呼ばれ、以後も形状を踏襲した製品が長らく使われていくことになる。
韓国の防弾ヘルメットは、M1ヘルメットを更新するために設計された。シルエットはM1ヘルメットを踏襲しているが、材質は軽量なバリスティックナイロンに改められ、中帽が使われないなどの差異も多い。防弾ヘルメットは世界各国に広く輸出され、例えばイラクではM80ヘルメットとして採用され、後に国産化されている。西ドイツではM1ヘルメットの採用を経て、以後はデザインを踏襲した国産ヘルメットを設計していくことになる（戦闘用ヘルメット (ドイツ連邦軍)）。

## 画像

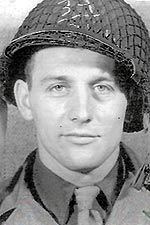
第二次世界大戦中の米陸軍兵士（ジョセフ・レシニェフスキー）。外帽に偽装網を被せ、中帽の顎紐を庇にかけ、外帽の顎紐はバックルを外して左右から垂れ下がっている。
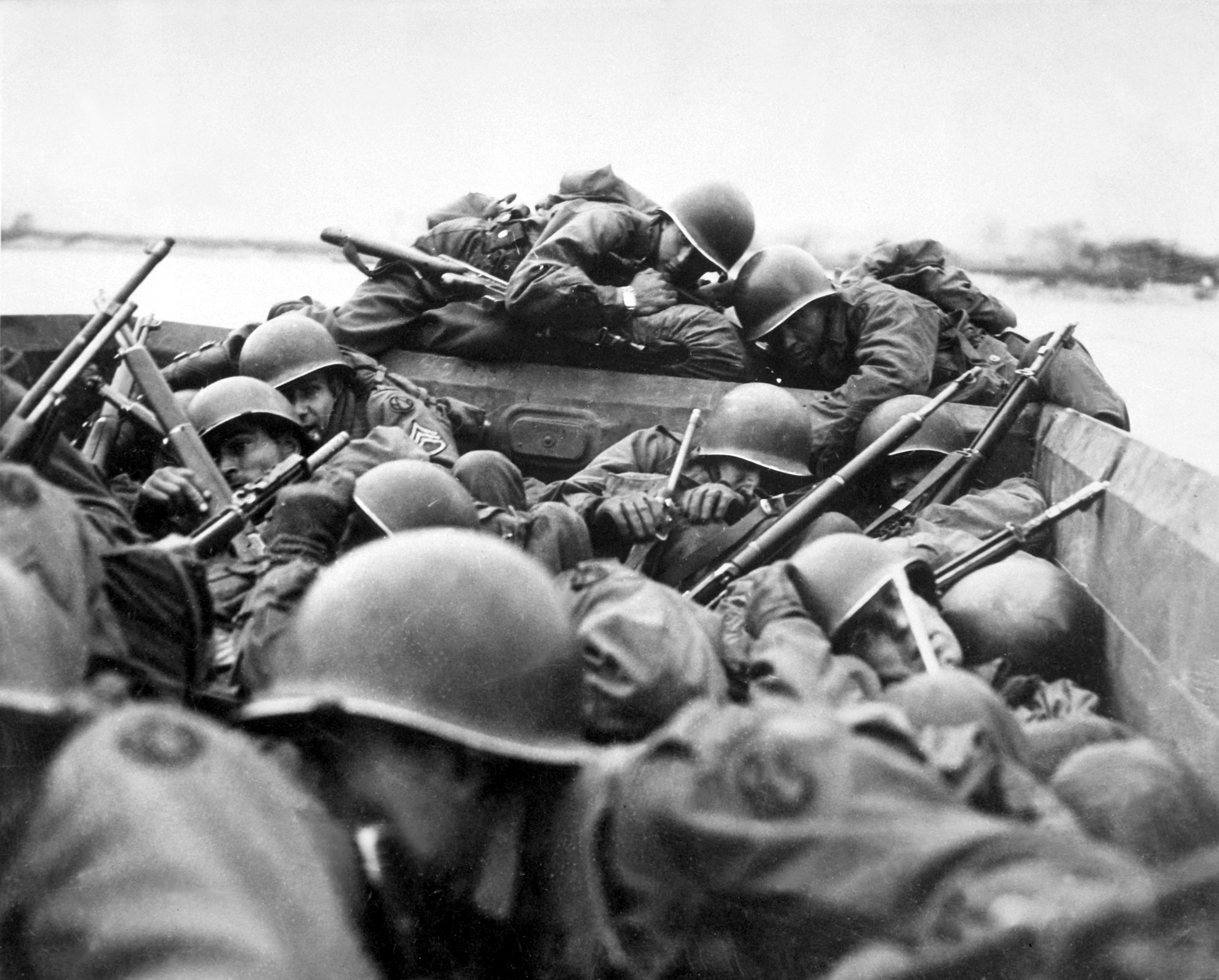
ライン川を渡るアメリカ陸軍第89歩兵師団（英語版）の兵士ら。（1945年）
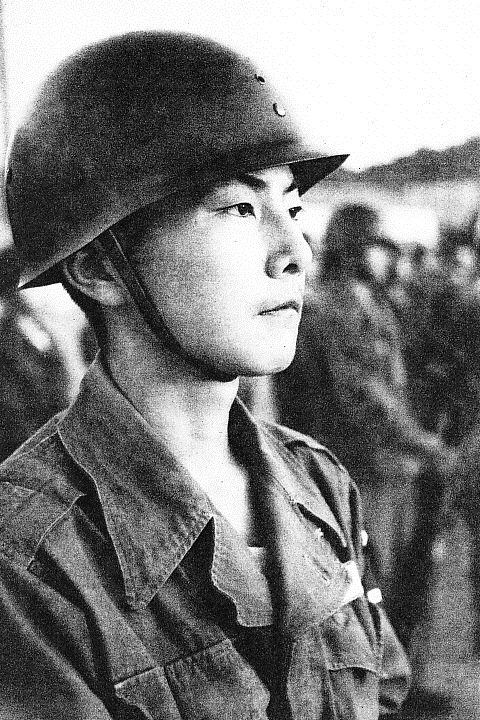
内帽を被った日本の陸上自衛隊生徒。（1959年）
カムラン湾にてジョンソン大統領とウェストモーランド将軍の訪問を受けたアメリカ兵。外帽の顎紐を後ろの鍔に掛けている。（1966年）
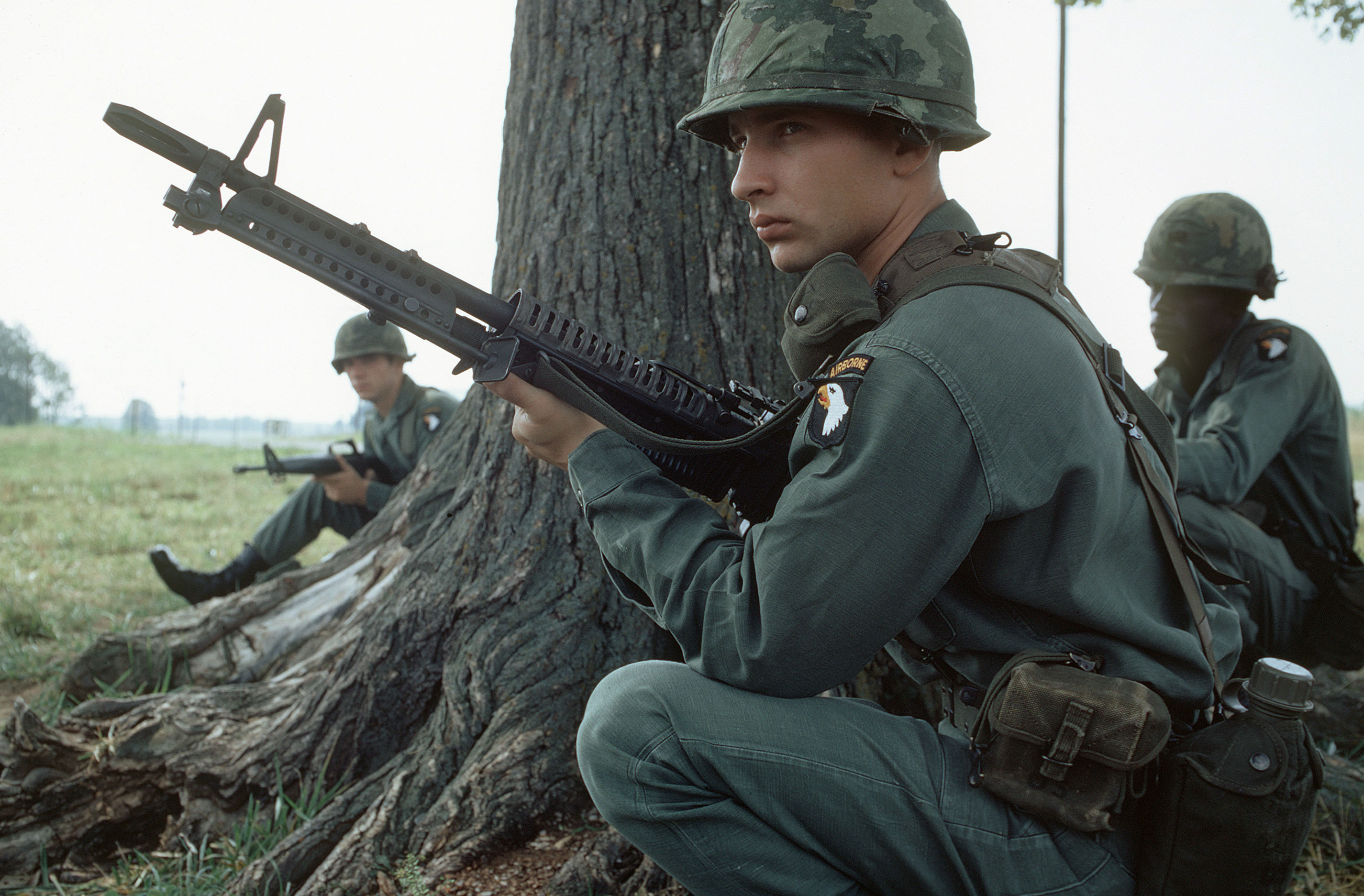
野戦演習に参加した第101空挺師団のM60機関銃射手。ベトナム戦争期の迷彩覆いを取り付けたM1ヘルメットを被っている。（1972年）
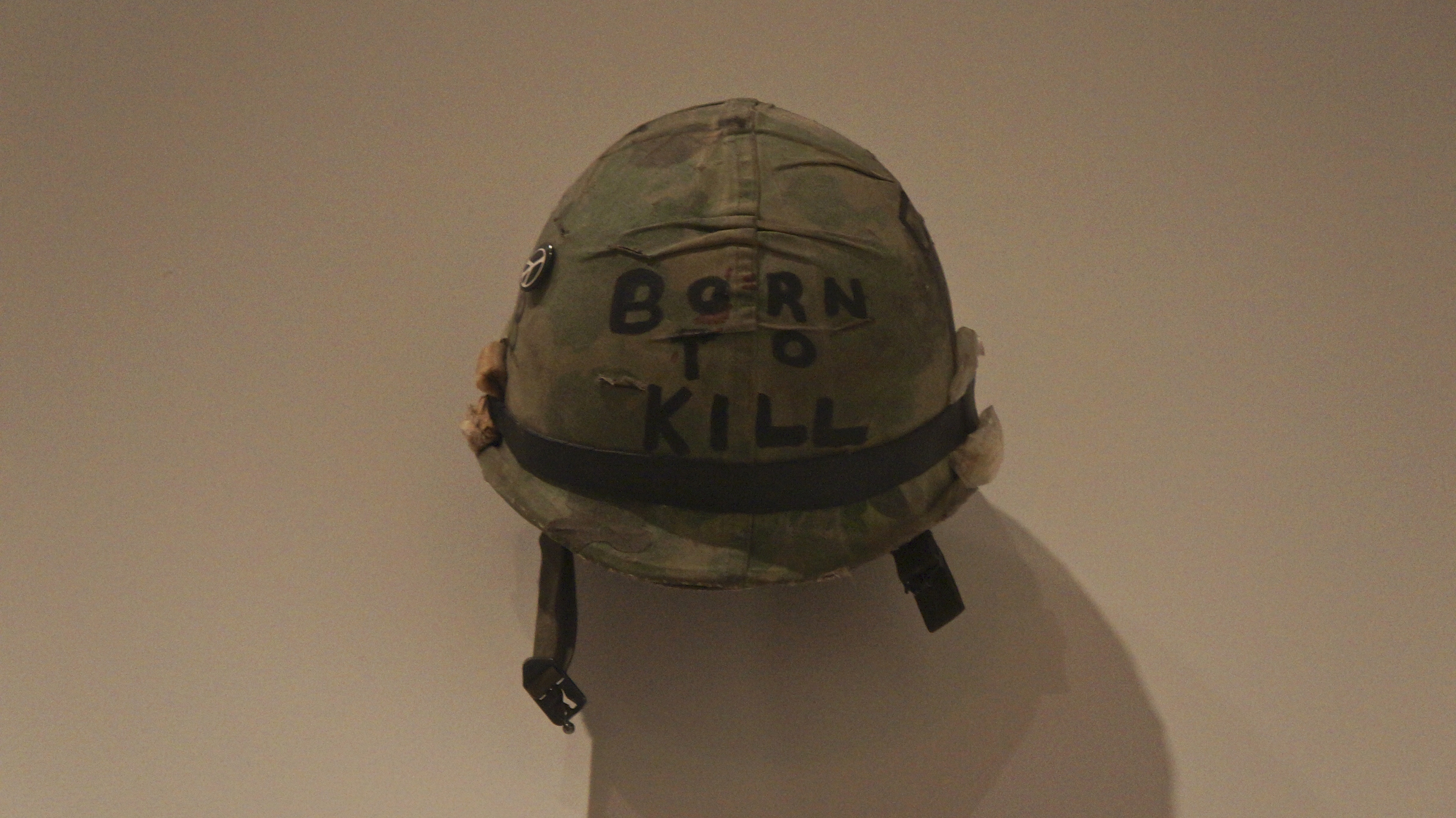
映画『フルメタル・ジャケット』で主人公ジョーカーが着用していたM1ヘルメット。迷彩覆いには生来必殺を意味する「BORN TO KILL」の文字が書かれ、ピースマークの缶バッジが取り付けられている。
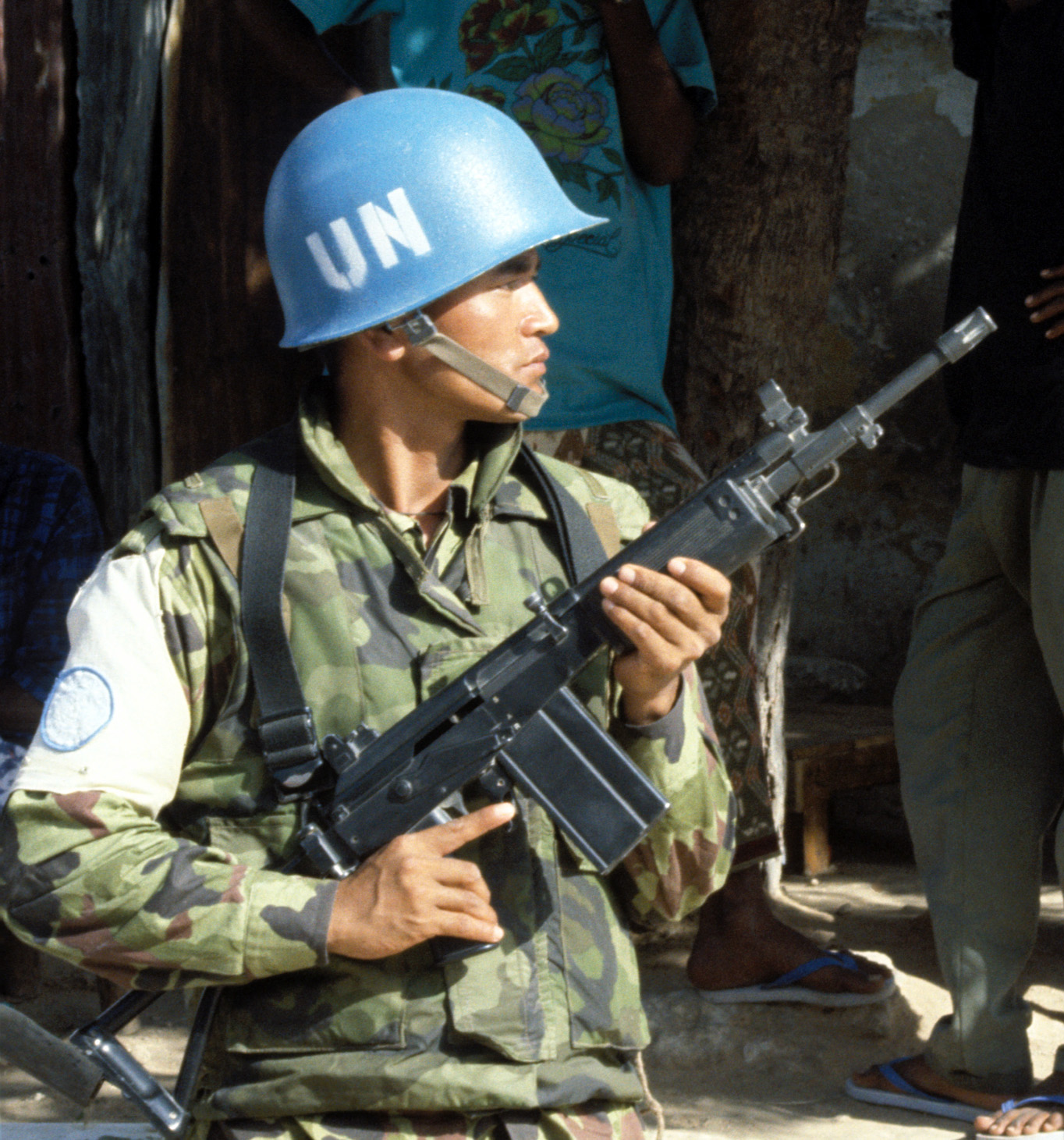
国連軍のネパール兵。（1993年）
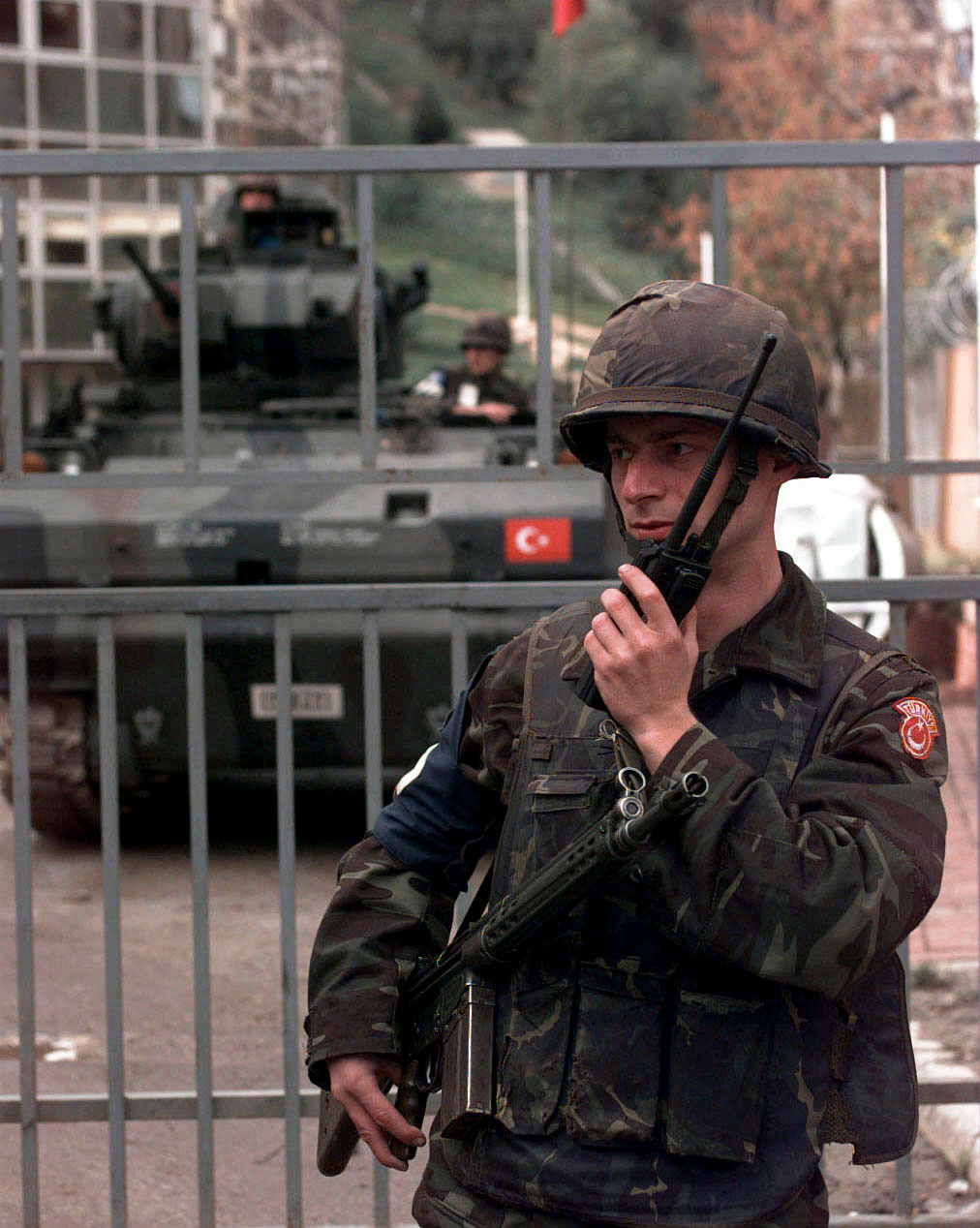
サラエヴォにて警備に当たるトルコ軍の兵士。M1ヘルメットに迷彩覆いと固定用バンドを着用。（1996年）
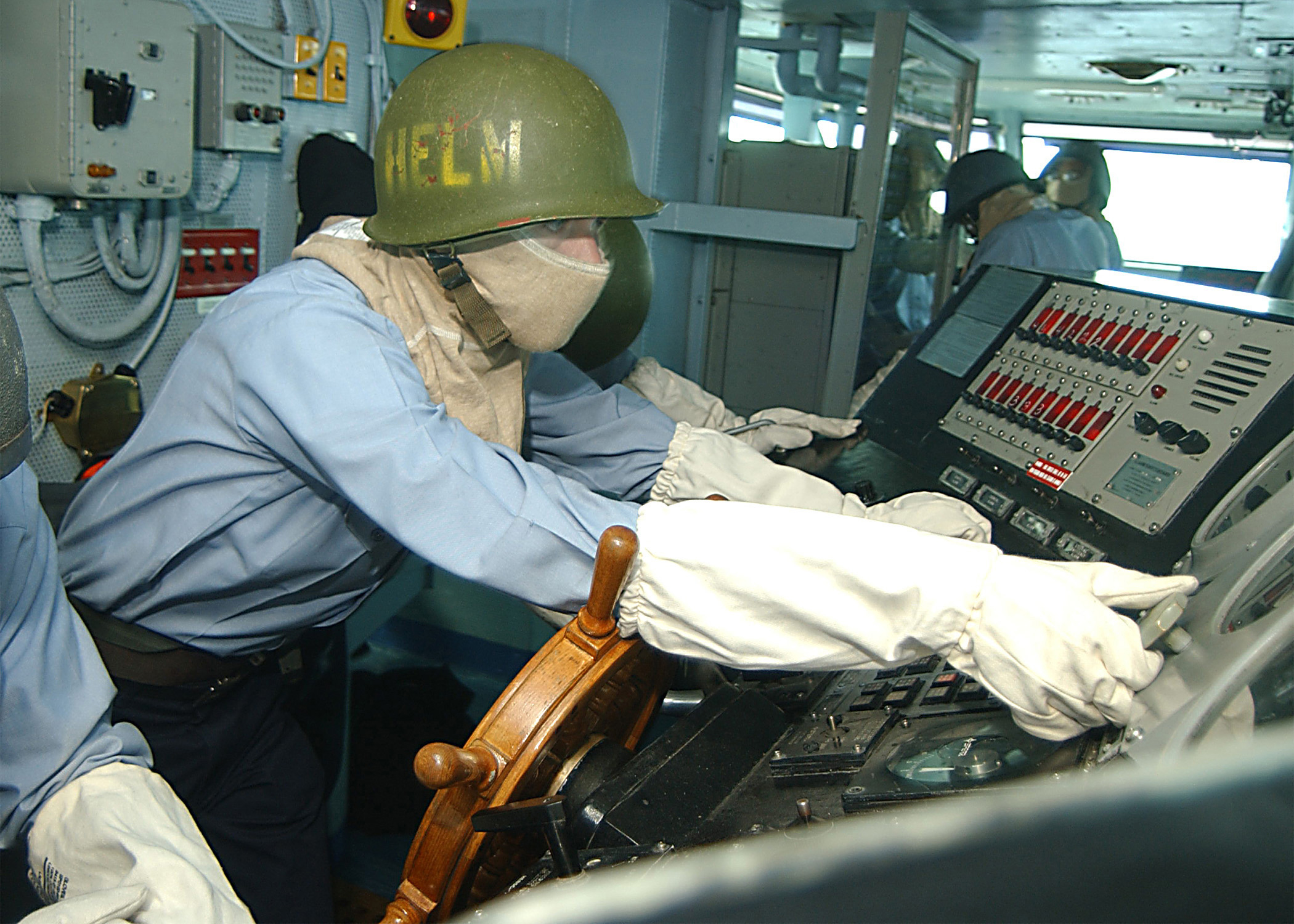
米海軍空母ジョージ・ワシントンの水兵。（2002年）
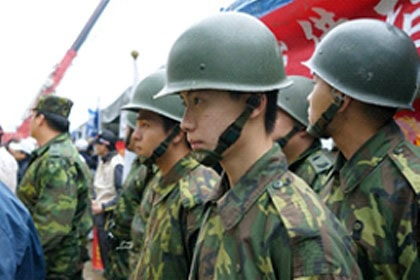
内帽を被り救助作業を行う台湾陸軍。トランスアジア航空235便墜落事故時の台北市にて。